# Parachernes leleupi
Parachernes leleupi es una especie de arácnido del orden Pseudoscorpionida de la familia Chernetidae.

## Distribución geográfica
Se encuentra en el Ecuador.